# طبقة العرض

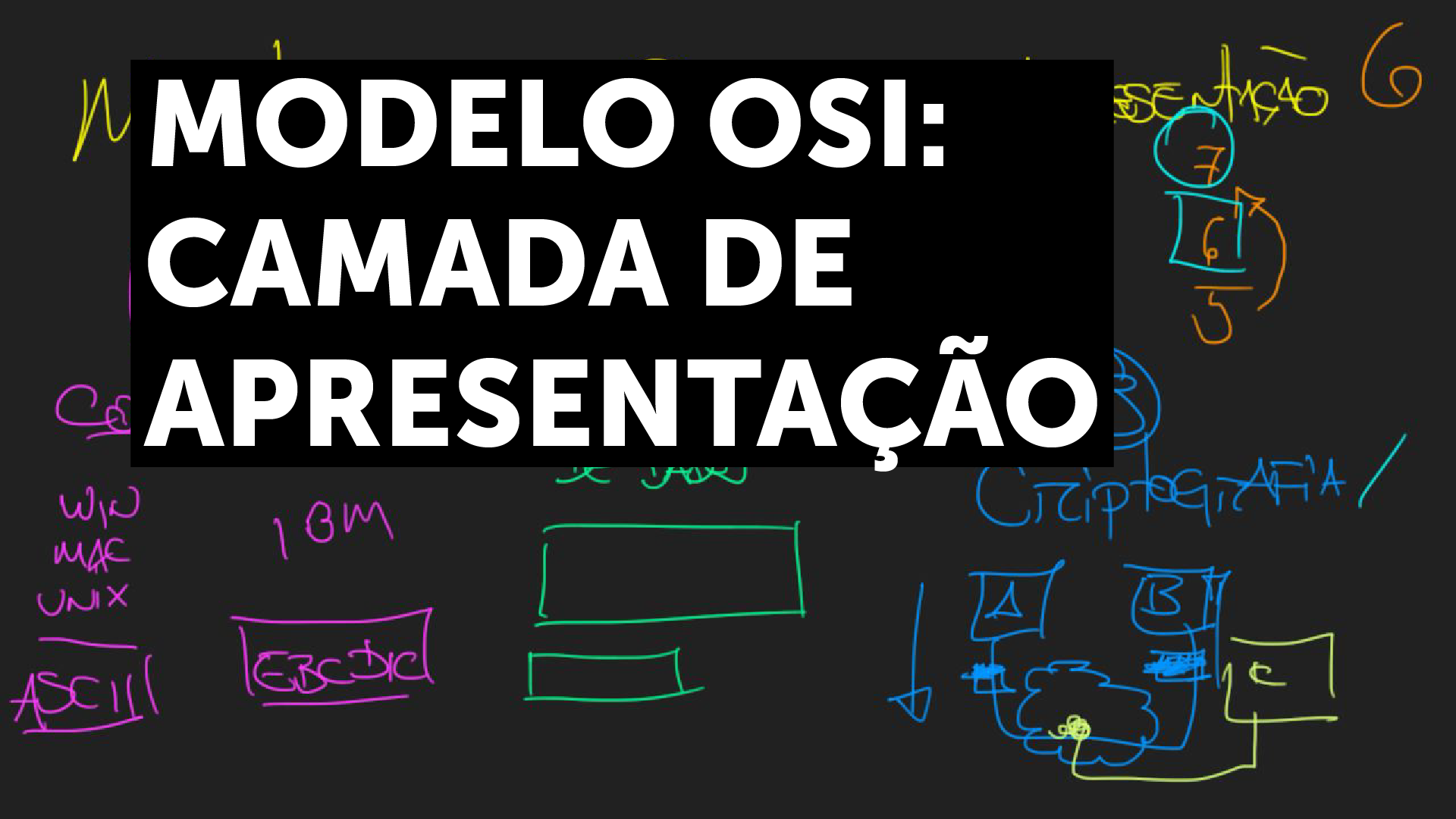

## طبقة العرض The presentation layer
طبقة العرض هي الطبقة السادسة من نموذج osi. فإنه يستجيب لطلبات الخدمة من طبقة التطبيقات ومسائل طلب خدمة لطبقة الدورة (الجلسة)
طبقة العرض تؤدي وظائف معينة يتم طلب في كثير من الأحيان إلى إيجاد حل لعامة المستخدمين، بدلا من السماح لكل مستخدم في حل المشاكل. على وجه الخصوص، خلافا لجميع الطبقات الدنيا، التي مهتمها فقط وثوقية تحريك بت من هنا إلى هناك، فطبقة العرض تهتم ب (the syntax and semantics of the information transmitted.)
وهي تستخدم أساسا لمعالجة وتحليل البيانات والاتصالات عبر الطبقات 7. على سبيل المثال، عند الكمبيوتر المرسل وبعد تلقي البيانات من طبقة التطبيقات ستحتاج إلى تحويل هذه البيانات من الشكل المستقبل (مثلا الأسكي) إلى صيغة مفهومة ومقبولة من الطبقات الأخرى من نموذج osi لضمان سلاسة نقل الملفات.
طبقة العرض على الكمبيوتر المسقبل مسؤولة أيضا عن تحويل «الشكل الخارجي» مع البيانات التي يتم تلقيها من الكمبيوتر المرسل إلى أحد الأشكال التي تقبلها الطبقات الأخرى في host computer. تنسيقات البيانات وتشمل postscript، أسكي، أو ثنائية مثل EBCDIC (fully Extended Binary Coded Decimal Interchange Code).
وكمثال على وظائف طبقة العرض في بنية البيانات هو التحويل البيانات من الترميز EBCDIC إلى ترميز أسكي.
ومع ذلك، فإن طبقة العرض لديها وظائف أخرى أكثر من التعديل في بنية البيانات / الملفات. وهذا يشمل ضغط البيانات وأمن المعلومات المرسلة الذي يتحقق من خلال التشفير. التشفير يمكن أن يتحقق مع استخدام الترميز، ولكن هذه الوظيفة هو محط جدل في بعض الأحيان بوصفها وظيفة لطبقة 
الدورة (الجلسة) / الشبكة

## الوظائف والمهام
طبقة العرض
تشاطر المعلومات مع طبقة التطبيقات فوقها وتحتها طبقة الدورة (الجلسة).
الوظائف والمهام:
1.	تحويل المعلومات:
طبقة العرض أو التقديم هو اسم مربكا بعض الشيء، لأن هذه الطبقة ليست معنية ب'عرض وتقديم' المعلومات إلى شخص، وإنما 'عرض وتقديم' المعلومات إلى الأجهزة الإلكترونية المختلفة في الشكل الصحيح
على سبيل المثال انها سترسل معلومات الفيديو في الشكل الصحيح إلى بطاقة الرسوميات \كرت الشاشة والمعلومات الصوتية الصحيحة لبطاقة الصوت \ speakers
ستحول المعلومات القادمة من لوحة المفاتيح نزولا من طبقة التطبيقات إلى شكل جاهز للشبكة.
لذا فإن المهمة الرئيسية للطبقة العرض هو تحويل المعلومات إلى الصيغة الصحيحة في كلا الاتجاهين.
2.	حفظ الأسرار:
مهمة أخرى مفيدة لهذه الطبقة هي أن تكون ' الحارس للأسرار '. المصطلح التقني هو 'التشفير'. على سبيل المثال، لنقول أن طبقة التطبيق قيد تطبيق للتسوق ضمن متجر ما وعليك فقط الضغط على زر 'الشراء'. مهمة طبقة التقديم هو التهافت على رقم بطاقة الائتمان لديك الموردة بحيث يسمح فقط للمتجر في حد ذاته قراءة الرقم.
علما بأن عرض طبقة على جهاز الكمبيوتر متجر ستكون مسؤولة عن إعادة البيانات مرة أخرى إلى رقم بطاقة الائتمان الصحيح (فك التشفير).
طبقة العرض سوف تقوم بتركيب \ تفكيك (تشفير \ فك تشفير) المعلومات إذا لزم الأمر.encrypt/decrypt
صورة للتشفير\ فك تشفير
3.	توفير الوقت والمال:
أحيانا يكون من المفيد ألا نرسل إلا الحد الأدنى من المعلومات في الشبكة –– bandwidth is expensive!	
حتى أن طبقة العرض ستفحص المعلومات التي تحتاج لإرسالها من خلال الشبكة لمعرفة ما إذا كان يمكن خفضها (ضغطها) في طريقة ما
المصطلح التقني هو 'ضغط البيانات'. هناك طرق عديدة للقيام بذلك—على سبيل المثال 'MP3' لملفات الموسيقى أو ZIP للملفات البيانات الأخرى.
عندما تندفع المعلومات في الشبكة فهذه الطبقة لديها مهمة فك الضغط، إذا اقتضى الأمر..
طبقة العرض قد تضغط \ تفك ضغط المعلومات.compress/decompress

ومهمة أخرى تقوم بها طبقة العرض هي
4 الترجمة:Translation
الشبكات يمكن أن تربط أنواع مختلفة جدا من أجهزة الكمبيوتر معا: أجهزة الكمبيوتر الشخصية وأجهزة ماكنتوش، أنظمة يونيكس، مخدمات AS/400 و mainframes يمكن للجميع أن تكون موجود على نفس الشبكة، هذه النظم لها العديد من الخصائص المتميزة وتمثل بيانات بطرق مختلفة، كما يمكن أن تستخدم مجموعات أحرف مختلفة على سبيل المثال.
طبقة العرض تتولى مهمة إخفاء هذه الاختلافات بين الآلات.
يمكن لوظائف طبقة العرض أن تصنف في ثلاثة. وهم:
1. التشفير
2. ضغط
3. الترجمة
دور طبقة العرض في نموذج osi:
والسبب أن طبقة العرض لا تستخدم دائما في شبكة الاتصالات هو أن الوظائف المذكورة أعلاه هي ببساطة ليست ضرورية دائما. الضغط والتشفير عادة ما تعتبر «اختيارية»، وميزات الترجمة هي أيضا نحتاج إليها فقط في ظروف معينة. سبب آخر لعدم ذكر طبقة العرض في بعض الأحيان هو أن وظائفها يمكن أداؤها كجزء من طبقة التطبيق.
في الحقيقة فإن وظيفة الترجمة التي تقوم بها طبقة العرض لسنا دائما في حاجة لها يعني أنه عادة يكون هناك «تخطي» من قبل protocol stack implementations.
وهذا يعني أن البروتوكولات في طبقة سبعة قد تتحدث مباشرة مع تلك الموجودة في الطبقة الخامسة. مرة أخرى، وهذا هو جزء من السبب في كل من وظائف طبقات خمسة حتى سبعة يمكن إدراجها معا في نفس حزمة البرامج

## طبقة العرض تتكون من اثنين من الطبقات الفرعية
معايير:
التنفيذ لطبقة العرض يتألف من بروتوكول طبقة العرض وخدمات طبقة العرض.
ويسمح بروتوكول طبقة العرض لمستخدمي خدمات طبقة العرض (المستخدمين) 
بالتواصل مع خدمات طبقة العرض.
خدمات طبقة العرض يتم تعريفها في معيار ايزو 8822 iso وفي توصيات X.216.
بروتوكول طبقة العرض هو محدد في معيار ايزو 8823 iso وفي
توصيات X.226.
وهناك نسخة لبروتوكول connectionless هو محدد في 
الايزو 9576 iso القياسية.
طبقة العرض تتكون من اثنين من الطبقات الفرعية:
1. خدمة العنصر عام التطبيق (CASE)
2. خدمة العنصر محدد التطبيق (SASE)
وهناك حاليا أربع CASEs محددة. هذه هي...:
Association Control ACSE، تمكن المستخدمين من إنشاء أو إنهاء وجود علاقة بين عمليات التطبيق.
Reliable Transfer RTSE, نقل موثوق: يتيح نقل المعلومات الموثوق بها بين peers.
Remote Operations ROSE تمكن المستخدمين من البدء في عمليات في موقع بعيد.
Recovery CCR تمكن المستخدمين من العودة بعد الفشل أثناء تنفيذ المهمة.

## أهم بروتوكولات طبقة العرض
أهم بروتوكولات طبقة العرض هي:
1. Remote Desktop Protocol RDP,RDP
2. أسكي ASCII
3. شبكة تمثيل البيانات NDR
4.تمثيل البيانات الخارجية XDR
ويوجد هناك أيضا packet assembler/disassembler بروتوكول X25 PAD

## الروابط
1. ↑  وصلة مرجع: https://www.iso.org/ics/35.100.60/x/.
2. ↑  "The presentation layer definition and functions". homepages.uel.ac.uk. مؤرشف من الأصل في 2016-03-04.
3. ↑  "The presentation layer functions". teach-ict.com. مؤرشف من الأصل في 2012-05-07.
4. ↑  "The translation function and the role of the presentation layer in osi". .tcpipguide.com. مؤرشف من الأصل في 2018-10-14.
5. 1 2  "SASE and CASE and major protocols". corenetworkz.com. مؤرشف من الأصل في 2018-02-28.
6. ↑  "CASEs". .euclideanspace.com. مؤرشف من الأصل في 2018-10-03.
7. ↑  "X.25 PAD". webopedia.com. مؤرشف من الأصل في 2019-05-07.